# لاريسا دولينا
لاريسا دولينا (بالروسية: Лариса Александровна Долина)‏ هي مغنية وممثلة روسية (وحملت سابقاً جنسية الاتحاد السوفيتي)، ولدت في 10 سبتمبر 1955 بباكو في أذربيجان. بدأت مشوارها المهني سنة 1971، ومن الجوائز التي نالتها وسام الصداقة الروسي وفنان الشعب الروسي ونيشان الشرف وفنان الاستحقاق لروسيا الاتحادية ‏.

## جوائز
- وسام الصداقة الروسي
- فنان الشعب الروسي
- نيشان الشرف
- فنان الاستحقاق لروسيا الاتحادية [الإنجليزية]‏

## وصلات خارجية
- لاريسا دولينا على موقع IMDb (الإنجليزية)
- لاريسا دولينا على موقع ميوزك برينز (الإنجليزية)
- لاريسا دولينا على موقع أول موفي (الإنجليزية)
- لاريسا دولينا على موقع قاعدة بيانات برودواي على الإنترنت (الإنجليزية)
- لاريسا دولينا على موقع أول ميوزيك (الإنجليزية)
- لاريسا دولينا على موقع ديسكوغز (الإنجليزية)
- لاريسا دولينا على موقع قاعدة بيانات الفيلم (الإنجليزية)
- لاريسا دولينا على موقع كينوبويسك (الروسية)